# Bilateria (classification phylogénétique)
Cette page a pour objet de présenter un arbre phylogénétique des Bilateria (Animaux bilatériens), c'est-à-dire un cladogramme mettant en lumière les relations de parenté existant entre leurs différents groupes (ou taxa), telles que les dernières analyses reconnues les proposent. Ce n'est qu'une possibilité, et les principaux débats qui subsistent au sein de la communauté scientifique sont brièvement présentés ci-dessous, avant la bibliographie.

## Arbre phylogénétique
Le cladogramme présenté ici ne possède qu'une valeur indicative. Il n'est pas forcément consensuel, et on peut toujours se référer à la bibliographie au bas de l'article.
Le symbole ▲ renvoie à la partie immédiatement supérieure de l'arbre phylogénétique du vivant. Le signe ► renvoie à la classification phylogénétique du groupe considéré. Tout nœud de l'arbre portant plus de deux branches montre une indétermination de la phylogénie interne du groupe considéré.
Les habitudes typographiques des botanistes et des zoologistes sont différentes. Ici, par commodité de lecture, et certains groupes actuels relevant des deux domaines traditionnels, les noms de taxons supérieurs au genre sont tous écrits en caractères droits, les noms de genres ou d'espèces en italiques.
À la suite d'un taxon, sa période d'apparition, quand elle est connue, peut être indiquée suivant la légende suivante :
(Plé) : Pléistocène ; (Pli) : Pliocène ; (Mio) : Miocène ; (Oli) : Oligocène ; (Éoc) : Éocène ; (Pal) : Paléocène ; (Cré) : Crétacé ; (Jur) : Jurassique ; (Tri) : Trias ; (Per) : Permien ; (Car) : Carbonifère ; (Dév) : Dévonien ; (Sil) : Silurien ; (Ord) : Ordovicien ; (Camb) : Cambrien ; (Edi) : Édiacarien. Pour plus de précision si possible, (-) : inférieur ; (~) : moyen ; (+) : supérieur.

```
▲

└─o 
Bilateria

  ├─o 
Deuterostomia

  │ ├─o 
Chordata
 
►

  │ └─o 
Xenambulacraria

  │   ├─o 
Xenacoelomorpha
 
►

  │   └─o 
Ambulacraria

  │     ├─o 
Hemichordata
 
►

  │     └─o 
Echinodermata
 
►

  └─o 
Protostomia

    ├─o 
Chaetognatha

    ├─o 
Ecdysozoa

    │ ├─o 
Nematozoa
 ou 
Nematoida

    │ │ ├─o 
Nematoda
 
►

    │ │ └─o 
Nematomorpha

    │ ├─o 
Scalidophora

    │ │ ├─o 
Priapulida

    │ │ └─o
    │ │   ├─o 
Loricifera

    │ │   └─o 
Kinorhyncha

    │ └─o 
Panarthropoda

    │   ├─o 
Tardigrada
 
►

    │   └─o
    │     ├─o 
Onychophora

    │     └─o 
Arthropoda
 
►

    └─o 
Spiralia
 ou 
Lophotrochozoa

      ├─o 
Gnathostomulida

      └─o
        ├─o 
Gastrotricha

        └─o
          ├─o 
Gnathifera

          │ ├─o 
Syndermata
 
►

          │ └─o 
Micrognathozoa

          └─o
            ├─? 
Mesozoa

            │ ├─o 
Orthonectida

            │ └─o 
Rhombozoa

            ├─o
            │ ├─o 
Platyhelminthes
 
►

            │ └─o 
Polyzoa
 ou 
Bryozoa
 
s.l.

            │   ├─o 
Ectoprocta
 ou 
Bryozoa
 
s.s.
 
►

            │   └─o 
Kamptozoa

            │     ├─o 
Cycliophora

            │     └─o 
Entoprocta

            └─o 
Trochozoa

              ├─o 
Nemertea
 
►

              └─o
                ├─o 
Annelida
 
►

                └─o
                  ├─o 
Phoronozoa
 ou 
Brachiopoda
 
►

                  └─o 
Mollusca
 
►
```

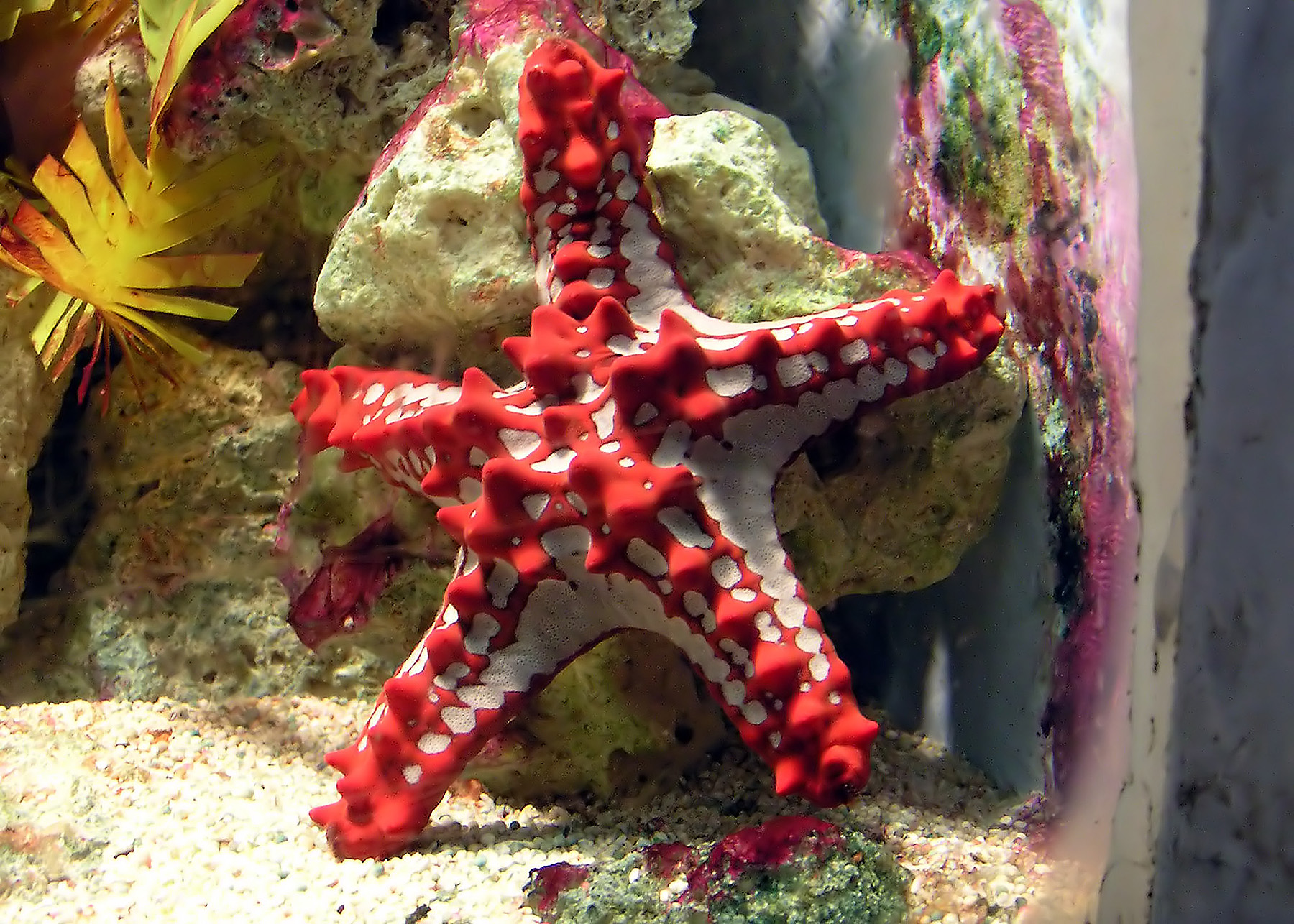
Protoreaster linckii (Echinodermata, Asteroidea)
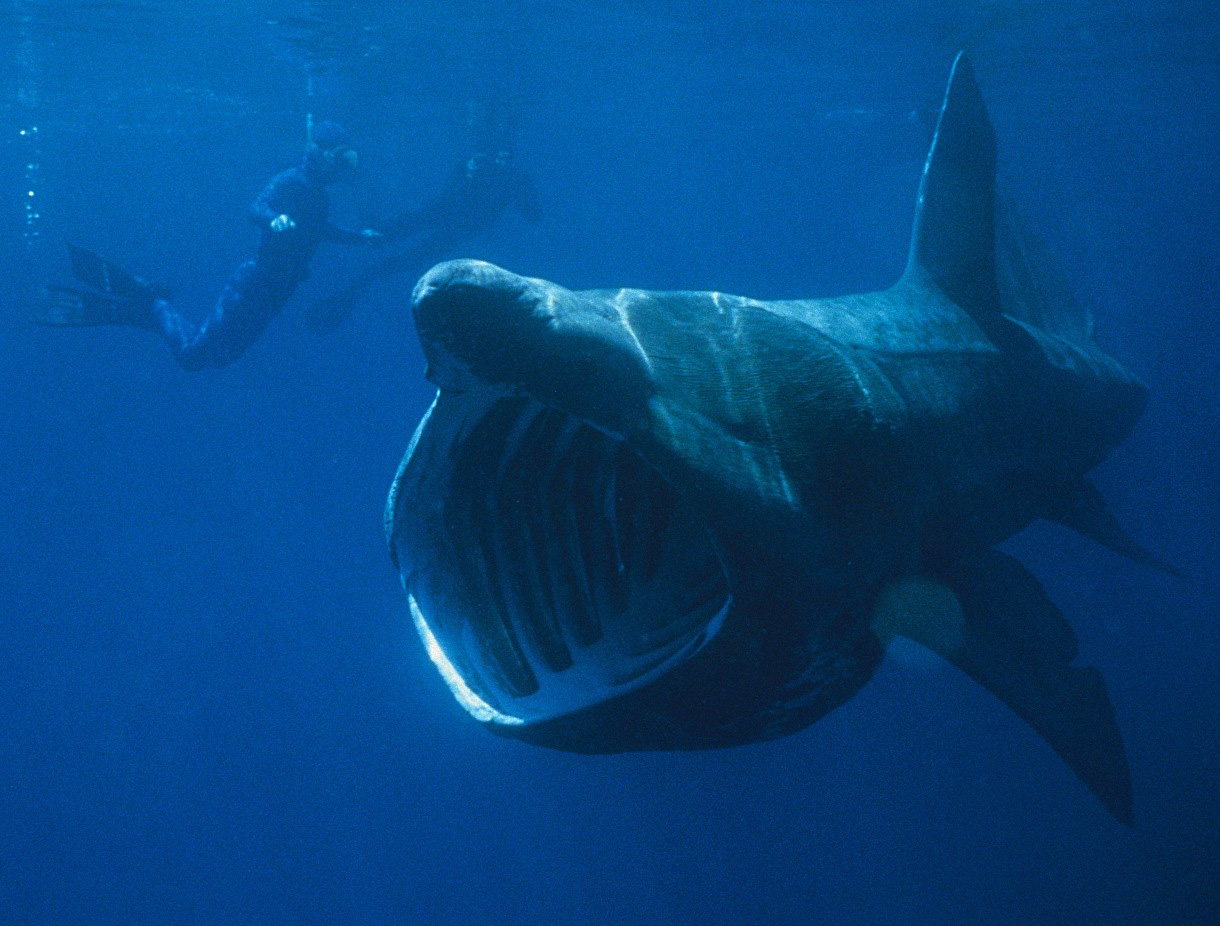
Requin pèlerin (Cetorhinus maximus, Chondrichthyes, Cetorhinidae)
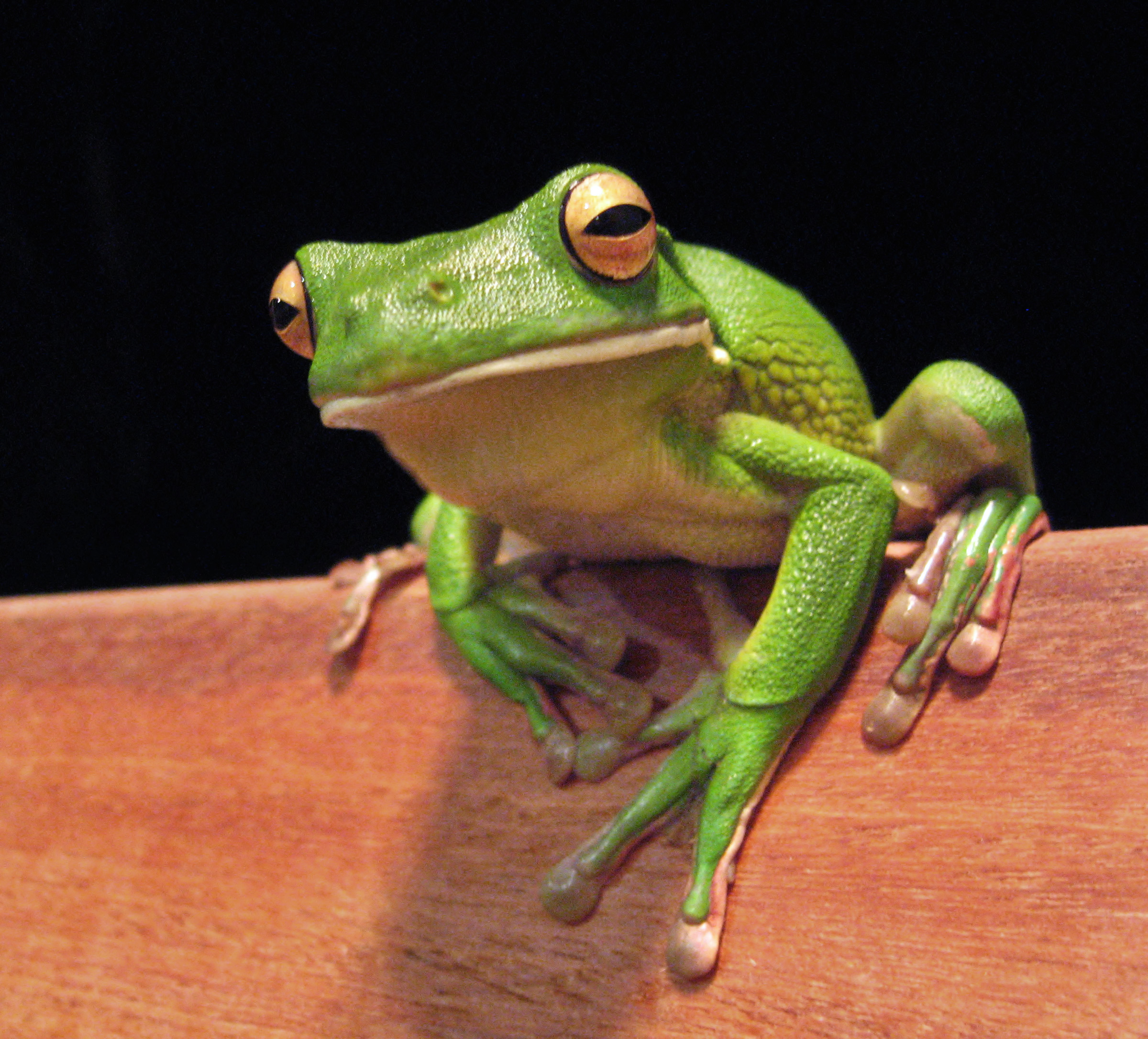
Litoria infrafrenata (Amphibia, Hylidae)
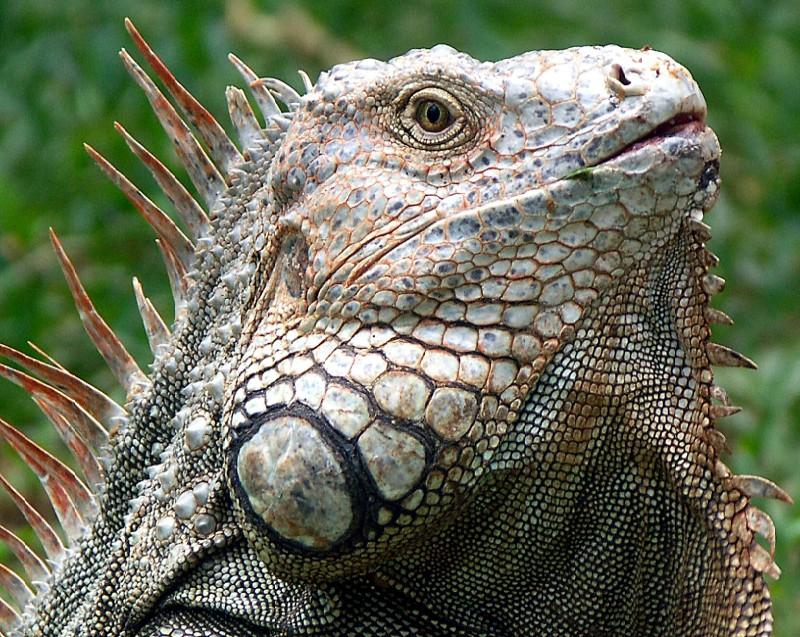
Iguana iguana (Lepidosauria, Iguanidae)
Onychophora (forêt tropicale du Pérou)
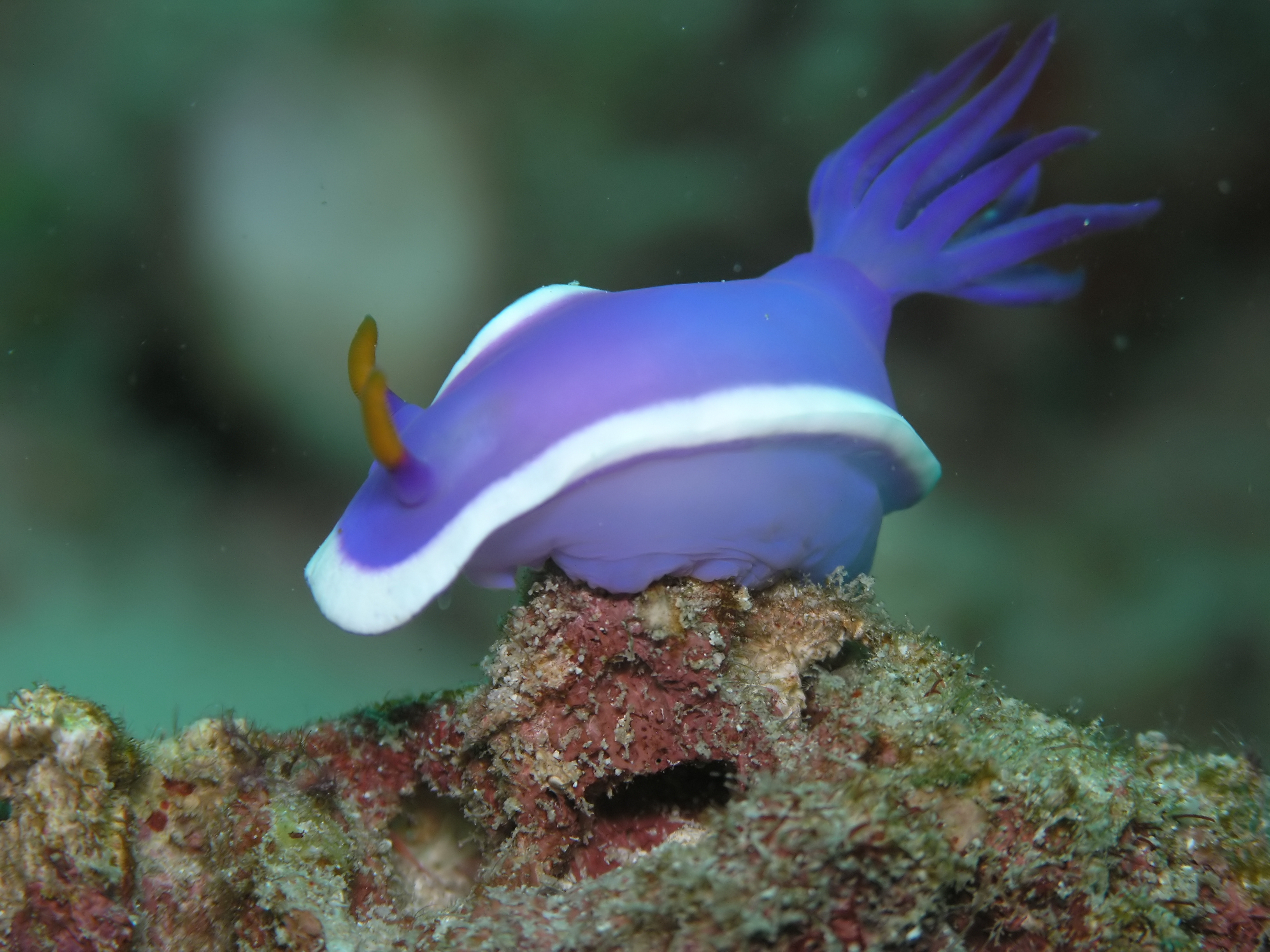
Hypselodoris bullocki (Gastropoda, Chromodorididae)
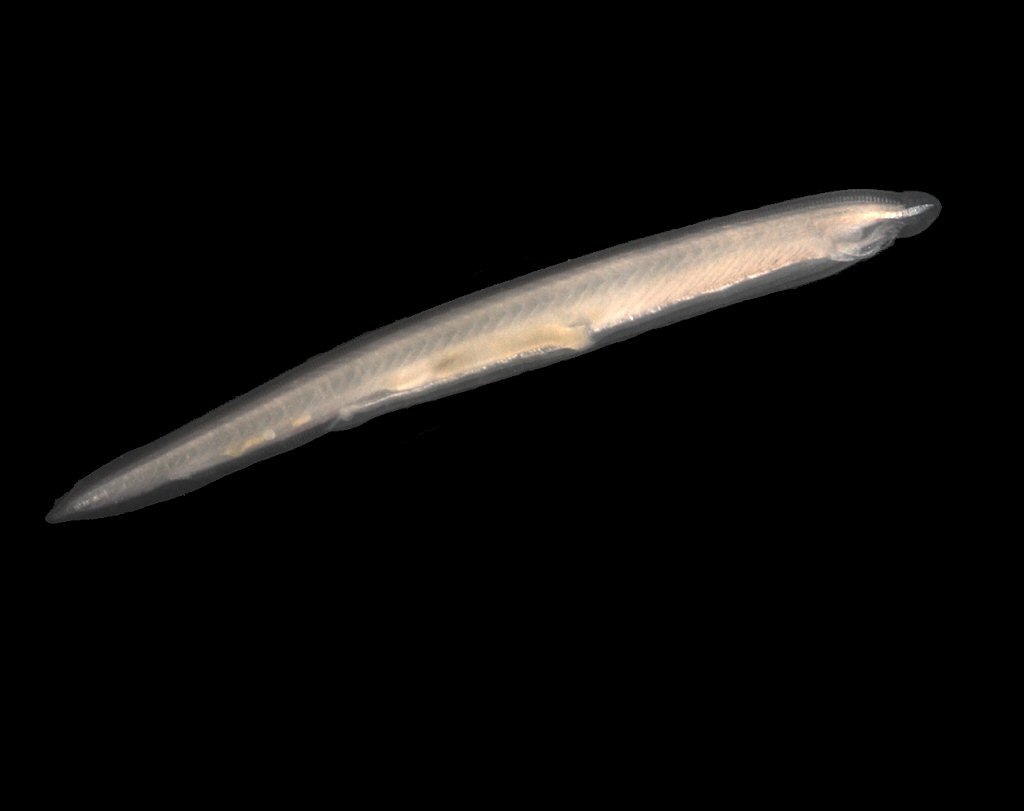
Branchiostoma lanceolatum (Cephalochordata)

## Débat scientifique relatif à la phylogénie desBilateria
De nombreux points ont été acquis ces dernières années :
- la monophylie des Bilatériens ;
- le maintien de la dichotomie entre Protostomiens et Deutérostomiens, avec la disparition des Acœlomates et des Pseudocœlomates comme groupes extérieurs à cette dichotomie ;
- la place des Lophophoriens au sein des Protostomiens ;
- l'apparition au sein des Protostomiens de deux grands groupes : les Ecdysozoaires et les Lophotrochozoaires ;
- la proximité des Arthropodes avec les anciens Némathelminthes, et leur distance d'avec les Annélides plus proches des Mollusques ;

Mais de très nombreux points restent objet de recherche ou de débat :
- la place des différents groupes de Mésozoaires et de quelques autres groupes de parasites ;
- la place des Xénoturbellidés et des Acœlomorphes à la base des Bilatériens ou au sein des Deutérostomiens ;
- au sein des Deutérostomiens, la place des Hémicordés par rapport aux Chordés et aux Échinodermes ;
- la place des Chétognathes, désormais reconnus comme des Protostomiens, par rapport aux deux grands groupes où ceux-ci se répartissent ;
- la place des différents groupes de Lophotrochozoaires, et notamment 
  - la relation au sein des Platyzoaires, ici présentés comme paraphylétiques, et entre eux et les autres taxa,
  - la polyphylie des Lophophoriens ;
- etc.

### Classification selon Cavalier-Smith 1998
Cette classification n'est pas à proprement parler phylogénétique. Basée sur les nouvelles phylogénies, elle maintient néanmoins des taxons paraphylétiques, notamment à la base des lignées évolutives, par commodité. Elle maintient également les niveaux traditionnels de classification (règnes, phyla, classes, etc.).

## En savoir plus

### Sources bibliographiques de référence

#### sur lesBilateriaen général
- Gregory D. Edgecombe, Gonzalo Giribet, Casey W. Dunn, Andreas Hejnol, Reinhardt M. Kristensen, Ricardo C. Neves, Greg W. Rouse, Katrine Worsaae et Martin V. Sørensen : « Higher-level metazoan relationships: recent progress and remaining questions », Org. Divers. Evol., vol. 11, n°2, 2011, pp. 151-172
- Hervé Philippe, Henner Brinkmann, Dennis V. Lavrov, D. Timothy J. Littlewood, Michael Manuel, Gert Wörheide et Denis Baurain : « Resolving Difficult Phylogenetic Questions: Why More Sequences Are Not Enough », PLoS Biology, vol. 9, n°3, 2011, 10 pages
- Jordi Paps, Jaume Baguñà et Marta Riutort : « Lophotrochozoa internal phylogeny: new insights from an up-to-date analysis of nuclear ribosomal genes », in Proc. R. Soc. B, vol. 276, 2009, pp. 1245-1254
- Kevin J. Peterson, James A. Cotton, James G. Gehling et Davide Pisani : « The Ediacaran emergence of bilaterians: congruence between the genetic and the geological fossil records », Phil. Trans. R. Soc. B, vol. 363, 2008, pp. 1435–1443
- Casey W. Dunn, Andreas Hejnol, David Q. Matus, Kevin Pang, William E. Browne, Stephen A. Smith, Elaine Seaver, Greg W. Rouse, Matthias Obst, Gregory D. Edgecombe, Martin V. Sørensen, Steven H. D. Haddock, Andreas Schmidt-Rhaesa, Akiko Okusu, Reinhardt Møbjerg Kristensen, Ward C. Wheeler, Mark Q. Martindale et Gonzalo Giribet (2008) « Broad phylogenomic sampling improves resolution of the animal tree of life », Nature, 452, pp. 745-749 : présentation ici
- Gonzalo Giribet, Casey W. Dunn, Gregory D. Edgecombe et Greg W. Rouse, « A modern look at the Animal Tree of Life », in Z.-Q. Zhang et W.A. Shear (éd.) (2007) « Linnaeus Tercentenary: Progress in Invertebrate Taxonomy », Zootaxa, 1668, pp. 61-79
- Sina M. Adl et al. (2005) « The New Higher Level Classification of Eukaryotes », J. Eukaryot. Microbiol., 52 (5), p. 399–4513
- James W. Valentine (2004) On the Origin of Phyla, University of Chicago Press, 614 pages,  (ISBN 978-0226845487)
- Kenneth M. Halanych (2004) « The New View of Animal Phylogeny », Annu. Rev. Ecol. Evol. Syst. 35, pp. 229–256
- Jan Zrzavý (2001) « The interrelationships of metazoan parasites: a review of phylum- and higher-level hypotheses from recent morphological and molecular phylogenetic analyses », Folia parasitologica, 48, pp. 81-103
- Kevin J. Peterson et Douglas J. Eernisse (2001) « Animal phylogeny and the ancestry of bilaterians: inferences from morphology and 18S rDNA gene sequences », Evolution and Development 3 (3), pp. 170-205
- Thomas Cavalier-Smith (1998) « A revised six-kingdom system of life », Biological reviews 73, p. 203-266

#### sur des taxa particuliers développés sur cette page
- Allison C. Dailey : « The morphology and evolutionary significance of the anomalocaridids» , Digital Comprehensive Summaries of Uppsala Dissertations from the Faculty of Science and Technology, vol. 714, Acta Universitatis Upsaliensis, Uppsala, 2010,  (ISBN 978-91-554-7723-3)
- Donald J. Colgan, Patricia A. Hutchings et Emma Beacham : « Multi-Gene Analyses of the Phylogenetic Relationships among the Mollusca, Annelida, and Arthropoda », Zoological Studies, vol. 47, n°3, 2008, pp. 338-351
- Bernhard Hausdorf, Martin Helmkampf, Achim Meyer, Alexander Witek, Holger Herlyn, Iris Bruchhaus, Thomas Hankeln, Torsten H. Struck et Bernhard Lieb : « Spiralian Phylogenomics Supports the Resurrection of Bryozoa Comprising Ectoprocta and Entoprocta », Mol. Biol. Evol., vol. 24, n°12, 2007, pp. 2723–2729
- Simon Conway Morris et Jean-Bernard Caron : « Halwaxiids and the Early Evolution of the Lophotrochozoans », Science, vol. 315, n°5816, 2007, pp. 1255-1258
- Sarah J. Bourlat, Thorhildur Juliusdottir, Christopher J. Lowe, Robert Freeman, Jochanan Aronowicz, Mark Kirschner, Eric S. Lander, Michael Thorndyke, Hiroaki Nakano, Andrea B. Kohn, Andreas Heyland, Leonid L. Moroz, Richard R. Copley et Maximilian J. Telford : « Deuterostome phylogeny reveals monophyletic chordates and the new phylum Xenoturbellida », Nature, vol. 444, 2006, pp. 85-88
- Guy M. Narbonne : « The Ediacara Biota: Neoproterozoic Origin of Animals and Their Ecosystems », Annu. Rev. Earth Planet. Sci., vol. 33, 2005, pp. 421–442
- Jerzy Dzik : « Anatomical Information Content in the Ediacaran Fossils and Their Possible Zoological Affinities », Integr. Comp. Biol., vol. 43, 2003, pp. 114-126

### Autres sources bibliographiques
- Bernard L. Cohen et Agata Weydmann (2005) « Molecular evidence that phoronids are a subtaxon of brachiopods (Brachiopoda: Phoronata) and that genetic divergence of metazoan phyla began long before the Early Cambrian », Org. Divers. Evol. 5 (4), pp. 253-273
- J. E. Blair, S. B. Hedges, 2005. « Molecular Phylogeny and Divergence Times of Deuterostome Animals », Mol. Biol. Evol. 22, 2275-2284.
- K. G. Helfenbein, J. L. Boore, 2004. « The Mitochondrial Genome of Phoronis architecta - Comparisons Demonstrate that Phoronids Are Lophotrochozoan Protostomes », Mol. Biol. Evol. 21, 153-157.
- R. A. Jenner, 2003. « Unleashing the Force of Cladistics ? Metazoan Phylogenetics and Hypothesis Testing », Integr. Comp. Biol. 43, 207-218.
- J. L. Boore, J. L. Staton, 2002. « The Mitochondrial Genome of the Sipunculid Phascolopsis gouldii Supports Its Association with Annelida Rather than Mollusca », Mol. Biol. Evol. 19, 127-137.
- J. W. Valentine, 1997. « Cleavage patterns and the topology of the metazoan tree of life », PNAS 94, 8001-8005.
- K. Halanych, J. Bacheller, A. Aguinaldo, S. Liva, D. Hillis, J. Lake, 1995. « Evidence from 18S ribosomal DNA that the lophophorates are protostome animals », Science 267, 1641-1643.
- J. Ballard, G. Olsen, D. Faith, W. Odgers, D. Rowell, and P. Atkinson, 1992. Evidence from 12S ribosomal RNA sequences that onychophorans are modified arthropods. Science 258, 1345-1348